# Oberriexingen
Oberriexingen est une ville allemande située dans le Bade-Wurtemberg, dans de l'arrondissement de Ludwigsbourg.